# Trustrup
Trustrup is een plaats in de Deense regio Midden-Jutland, gemeente Norddjurs, en telt 853 inwoners (2007).